# Забытая рота (фильм, 2001)
«Забытая рота» (англ. The Lost Battalion) — американский военный фильм 2001 года, снятый режиссёром Расселом Малкэхи. Фильм основан на реальных событиях и повествует о потерянном батальоне 77-й пехотной дивизии армии США во время Первой мировой войны.

## Сюжет
Основан на реальных событиях. Октябрь 1918 год. Франция. Западный фронт Первой мировой войны. В рамках Мёз-Аргоннского наступления генерал-майор Роберт Александр ставит боевую задачу перед батальоном 77-й пехотной дивизии вести наступление на хорошо укреплённые немецкие позиции в Аргоннском лесу для того, чтобы сорвать наступление противника. В результате наступления батальона пятьсот с лишним солдат оказываются отрезанными от союзных войск и попадают в немецкое окружение…

## В ролях
- Рик Шродер — майор Чарльз У. Уиттлси
- Фил Макки — капитан Джордж Г. Макмертри[англ.]
- Джейми Харрис — сержант Гёдеке
- Джей Родан — лейтенант Джеймс В. Лик
- Адам Джеймс — капитан Нельсон М. Холдерман[англ.]
- Дэниэл Кальтаджироне — рядовой Филлип Цепелья
- Майкл Голдстром — рядовой Джейкоб Розен
- Андре Випполис — рядовой Фрэнк Липасти
- Риз Майлс Томас — рядовой Боб Йодер
- Артур Кремер — рядовой Абрахам Кротошинский[англ.]
- Адам Коц — полковник Джонс Джонсон
- Джастин Скот — рядовой Омер Ричардс
- Энтони Азизи — рядовой Нат Хенчман
- Джордж Калил — рядовой Лоуэлл Р. Холлингсхед
- Вольф Калер — генерал-майор Фридриф Вильгельм фон Сибель
- Йоахим Пауль Ассбёк — майор Фриц Генрих Принц
- Майкл Брэндон — генерал-майор Роберт Александр[англ.]
- Пол Куртеней Хью — рядовой Стэнли Чинн
- Джош Коэн — рядовой Исидор Сверски
- Тим Метьюз — лейтенант Шенк
- Фибнар Линч — рядовой Фергюсон
- Хью Фрейзер — генерал Де Коппет
- Бен Эндрюс — лейтенант Харольд Геттлер
- Дерек Кютер — майор Ванвиг

## Съёмочная группа
- Режиссёр: Рассел Малкэхи
- Продюсеры: Эви Ноам Леви, Том Рив, Ромейн Шредер
- Сценаристы: Джеймс Карабацос
- Оператор: Джонатан Фриман
- Композитор: Ричард Марвин

## Награды и номинации
- Американская ассоциация монтажёров — номинация (2002)
- Премия Святого Христофора — награда (2002)
- Cinema Audio Society Awards[англ.] — номинация (2002)
- Прайм-таймовая премия «Эмми» — номинации (2002)
- Motion Picture Sound Editors — награда и номинация (2002)
- Ассоциация онлайн-кино и телевидения[фр.] — номинация (2002)[1]